# Ron Dellow
Ronald William (Ron) Dellow (Crosby, 13 juli 1914 – Almelo, 7 november 2013) was een Brits voetballer en voetbalcoach. Hij woonde sinds 1948 in Nederland, waar hij een groot aantal clubs trainde.

## Loopbaan
Dellow was een rechtsbuiten. Hij startte in 1933 zijn voetballoopbaan en kwam tot 1939 uit voor achtereenvolgens Mansfield Town FC, Manchester City FC en Tranmere Rovers FC. Voor Manchester City kwam Dellow in het seizoen 1935/36 tien keer uit, waarin hij vier keer scoorde. Hij speelde samen met onder andere Matt Busby.
In augustus 1939 tekende hij een contract voor Carlisle United FC, maar door het uitbreken van de Tweede Wereldoorlog duurde het tot 1946 voordat hij zijn officiële debuut maakte voor deze club. In de oorlog was hij als piloot in dienst van de Royal Air Force. In 1947 beëindigde hij zijn actieve voetballoopbaan en werd trainer.
Op voorspraak van voormalig Ajax-coach Jack Reynolds werd Dellow in 1948 aangesteld als coach van Hermes DVS uit Schiedam. Het was de start van een langdurige loopbaan bij verschillende Nederlandse ploegen. Dellow coachte HBS (1950-1954 en speelde daar ook cricket), Blauw-Wit, 't Gooi, HVV Helmond (1956-1958), SHS (1958-1959), opnieuw HBS (1960-1961), Volendam (1964-1969), SC Gooiland (1969-1971), SC Heracles (1972-1975) en Helmond Sport (1975-1977). In 1967 werd hij met Volendam kampioen van de Eerste divisie. In 1974 boekte hij met Heracles in het toernooi om de KNVB beker een legendarische 4-2-overwinning op Ajax. Nadat hij in 1977 bij Helmond vertrok, keerde Dellow terug naar Almelo waar hij jarenlang actief was bij amateurvereniging AVC Luctor et Emergo. In seizoen 1979 behoedde hij als interim-trainer hoofdklasser CVV Germanicus voor degradatie.
In augustus 2004 trad hij bij de viering van vijftig jaar betaald voetbal in Nederland aan als coach van een team van spelers uit de Eerste divisie in de periode 1954-1964.
Dellow overleed op 99-jarige leeftijd in een verpleeghuis in Almelo.